# Alexandrina de Balazar
Alexandrina de Balazar (Gresufes, Balazar, 30 de Março de 1905 – Calvário, Balazar, 13 de Outubro de 1955), nascida Alexandrina Maria da Costa, foi uma pessoa tida como sendo uma mística católica portuguesa com fama de santidade. Foi membro de diversas associações religiosas: à Associação das Filhas de Maria, à Associação do Sagrado Coração de Jesus, à Obra das Marias dos Sacrários e, entre outras, à Associação dos Salesianos Cooperadores. É ainda conhecida por ter influenciado o Papa Pio XII a efetuar a consagração do mundo ao Imaculado Coração de Maria.
Foi declarada beata pelo Papa João Paulo II a 25 de Abril de 2004.

## Biografia
Nascida a 30 de Março de 1904 no lugar de Gresufes, em pleno meio católico e rural de Balazar, para frequentar a escola primária, Alexandrina mudou-se em 1911 para o meio urbano da Póvoa de Varzim, onde viveu na pensão de um marceneiro, na Rua da Junqueira. Ao fim de dezoito meses, regressou à freguesia natal, para o lugar do Calvário, freguesia esta de Santa Eulália de Balazar onde, desde o tempo da sua quarta avó materna Tereza Maria da Costa Carneira — bisneta do Morgado da Santíssima Trindade, Pedro Carneiro da Gram —, é a terra onde viveu toda a sua família.

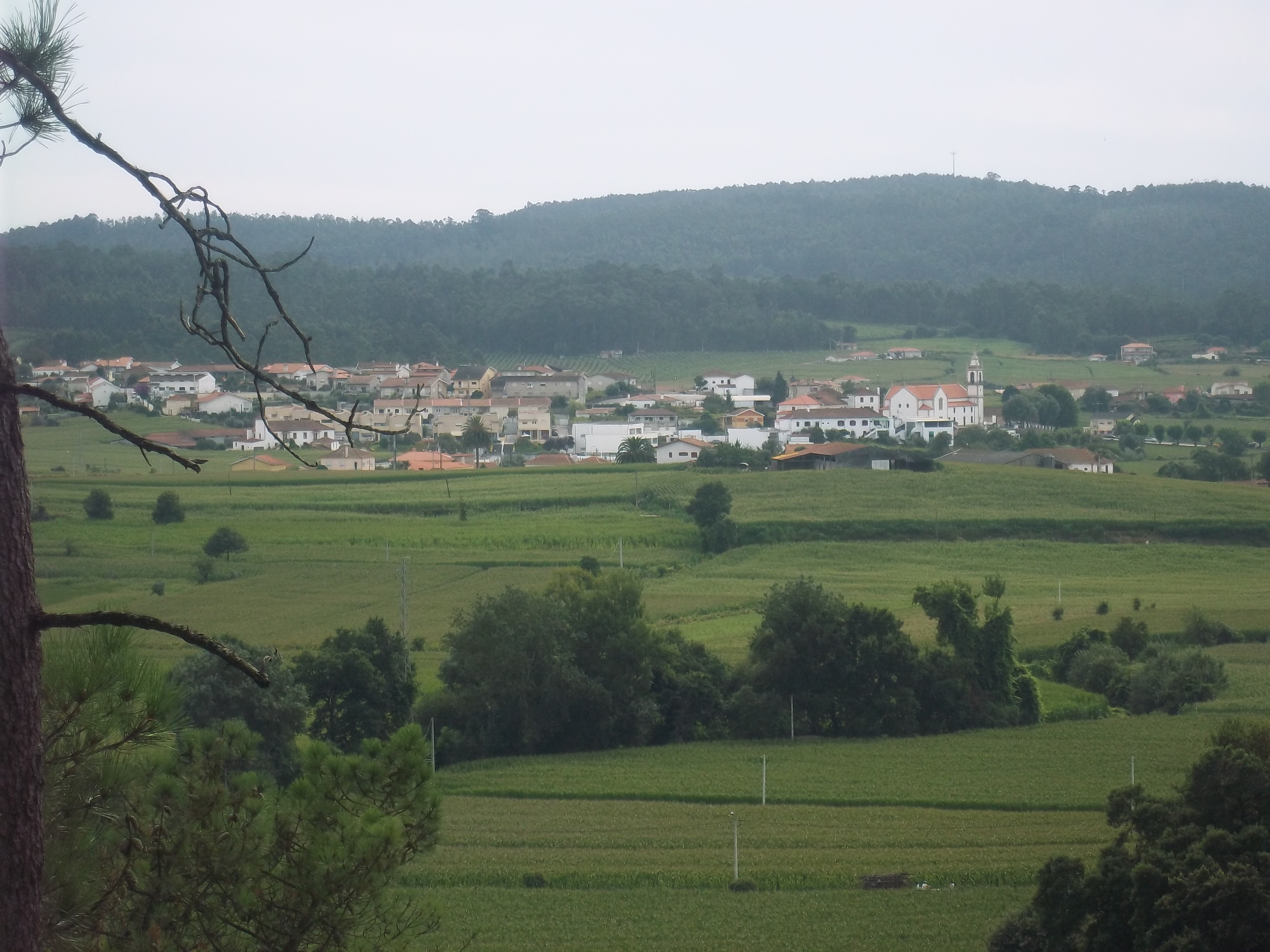
Panorâmica da vila de Balazar onde viveu e morreu a Beata Alexandrina.

Começou a trabalhar cedo na lavoura, como era usual na altura. Era uma menina vigorosa, a ponto de afirmar na sua Autobiografia que a equiparavam aos homens no que diz respeito ao rendimento do trabalho. Aos 12 anos adoeceu, provavelmente de febre tifóide, ficando a sua saúde, a partir desse momento, algo comprometida.
Com 14 anos, no dia de Sábado de Aleluia (antes da Páscoa) de 1918, estando a trabalhar em costura com a sua irmã Deolinda e outra menina, deu um salto do quarto onde estava para se defender de agressores que invadiram a casa, numa atitude semelhante à de Santa Maria Goretti que morreu em defesa da sua virgindade.
Até aos seus 19 anos ainda se conseguia movimentar sofrivelmente, tendo gosto em ir à igreja. Contudo, a paralisia foi-se agravando até 14 de Abril de 1925, data em que ficou, definitivamente, de cama, durante trinta anos.
A sua intenção inicial era tornar-se missionária e, por isso, orava à Santíssima Virgem Maria para que ficasse curada. Em 1928, chegou à conclusão de que a sua vocação era compartilhar misticamente o sofrimento de Cristo, oferecendo-se então como vítima pelos pecadores.
De 3 de Outubro de 1938 a 24 de Março de 1942, todas as sextas-feiras, alegou viver os sofrimentos da Paixão de Cristo: superando a paralisia, descia da cama e, dando mostras de sofrimento físico, repetia, por três horas e meia, as etapas da Via Sacra. Existe um registo filmado de um destes êxtases e um circunstanciado relato de um outro, publicado pelo Padre José Alves Terças nas páginas de A Paixão Dolorosa (este escrito, ilustrado com alguns desenhos, pôs pela primeira vez a Alexandrina nas bocas do mundo, para grande mágoa sua).

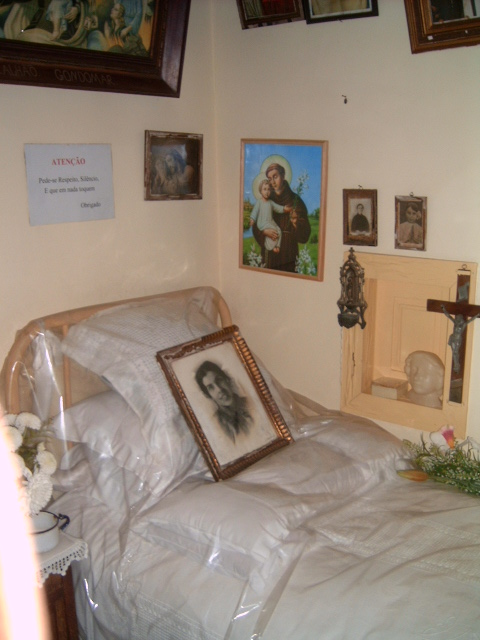
Quarto de Alexandrina Maria da Costa, em sua casa, em Balazar.

O padre jesuíta Mariano Pinho, seu director espiritual de 1933 a 1942, exortou-a a ditar as suas vivências místicas. A sua obra escrita (autobiografia, cartas, diário) enche cerca de 5000 páginas.
Em 1936, por intermédio do mesmo director, fez vários pedidos à Santa Sé no sentido de que fosse realizada a Consagração do mundo ao Imaculado Coração de Maria, o que fez despertar o interesse do Vaticano pelo seu caso (houve, mesmo, contactos com o Arcebispo de Braga). A 31 de Outubro de 1942, o Papa Pio XII satisfez esse desejo, numa mensagem transmitida a partir do Santuário de Fátima (celebravam-se os 25 anos das aparições de Nossa Senhora), repetindo-se este acto na Basílica de São Pedro, no Vaticano, no dia 8 de Dezembro do mesmo ano.
A partir 27 de Março de 1942 é alegado que deixou de se alimentar nos seguintes 13 anos de vida, vivendo exclusivamente da comunhão diária.
Para verificar a inédia, em 1943, foi internada no Refúgio de Paralisia Infantil, na Foz do Douro. Foi aí submetida à vigilância de um grupo de médicos, dirigidos pelo Doutor Henrique Gomes de Araújo, membro da Sociedade Portuguesa de Química e da Real Academia de Medicina de Madrid, por um período de 40 dias. No final, asseguraram que era "absolutamente certo" que durante aquele tempo não tinha comido, bebido, defecado ou urinado. O mesmo Doutor Henrique Gomes de Araújo, a quem o Doutor Azevedo pedira "o estudo das faculdades mentais da doente", descreveu-a nestes termos: «A expressão de Alexandrina é viva, perfeita, afectuosa, boa e acariciadora; atitude sincera, sem pretensões, natural. Não há nela ascetismo, nada untuoso, nem voz tímida, melíflua, rítmica; não é exaltada nem fácil a dar conselhos. Fala de modo natural, inteligente, mesmo subtil; responde sem hesitações, até com convicção, sempre em harmonia com a sua estrutura psíquica e a construção sólida de juízos bem delineados em si e pelo ambiente, mas sempre, repetimo-lo, com ar de espontânea bondade que o clima místico que desde há tempos a circunda e que, parece, não foi por ela provocado, não modificaram.»
Alexandrina Maria da Costa foi membro notável da Associação dos Salesianos Cooperadores. Sobretudo nos anos finais da sua vida, começou a desenvolver-se em torno de Alexandrina um fenómeno de popularidade, que levou muita gente em peregrinação até ao seu leito em busca de aconselhamento espiritual.
Faleceu no lugar do Calvário, da mesma freguesia de Balazar, em 13 de Outubro de 1955. Foi beatificada pelo Papa João Paulo II a 25 de Abril de 2004 na Praça de São Pedro, no Vaticano.

## Promessas de Jesus

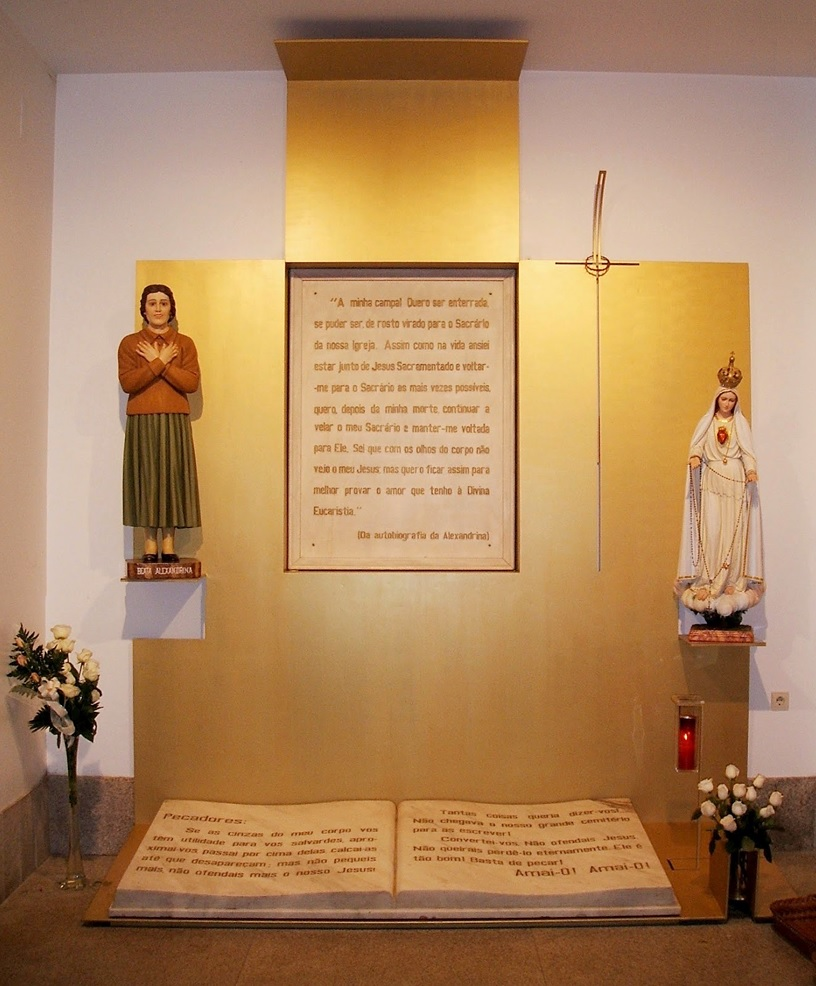
Túmulo da Beata Alexandrina em Balazar.

Nas Suas aparições e revelações à Beata Alexandrina de Balazar, Jesus apresentou-lhe duas grandes e prodigiosas promessas:

### Devoção das 6 Primeiras Quintas-feiras
«Minha filha, minha esposa querida, faz com que Eu seja amado, consolado e reparado na Minha Eucaristia. Diz, em Meu nome, que todos aqueles que comungarem bem, com sinceridade e humildade, fervor e amor em seis primeiras quintas-feiras seguidas e junto do Meu sacrário passarem uma hora de adoração e íntima união Comigo, lhes prometo o Céu. É para honrarem pela Eucaristia as Minhas Santas Chagas, honrando primeiro a do Meu sagrado ombro tão pouco lembrada. Quem isto fizer, quem às Santas Chagas juntar as dores da Minha Bendita Mãe e em nome delas nos pedir graças, quer espirituais, quer corporais, Eu lhas prometo, a não ser que sejam de prejuízo à sua alma. No momento da morte trarei coMigo Minha Mãe Santíssima para defendê-lo.»

### Visita ao túmulo da Beata Alexandrina
«Prometo-te — confia — que depois da tua morte todas as almas que visitarem o teu túmulo serão salvas, a não ser que o visitem para prevalecer no pecado, abusando da grande graça que por ti lhes dei. Para todas as que visitarem o teu túmulo se salvarem, necessitam doutras graças, que não são precisas às que o teu leito visitarem, mas por ti lhes serão dadas.»

## Divulgação e defesa da beatificação
| |  |  |
| O Santuário Eucarístico Alexandrina de Balazar (sito na Igreja Paroquial de Santa Eulália de Balazar). |  |  |

Entre os estudiosos da sua vida e escritos, que tornaram viável a abertura, desenvolvimento e conclusão do Processo Diocesano para a beatificação e canonização, destacam-se, além do já citado Padre Mariano Pinho, o italiano Padre Humberto Pasquale e o Casal Signorile. Os livros escritos por este Casal (os professores Chiaffredo e Eugénia Signorile) são referência importante para o conhecimento da obra da Alexandrina de Balazar (alguns deles, como a recorrentemente citada «Figlia del Dolore Madre di Amore» estão disponíveis on-line).
Os seus devotos consideram-na como uma das maiores figuras místicas de toda a história da Igreja, equiparando-a a Santa Teresa de Ávila, Santa Catarina de Siena, Santa Faustina Kowalska, Beata Maria do Divino Coração Droste zu Vischering, Beata Anna Catarina Emmerich, entre algumas outras.
A divulgação da sua vida iniciou-se em Balazar, mas atingiu larga escala a partir do Norte de Itália, onde trabalhou o Padre Humberto Pasquale, e da organização irlandesa «Alexandrina Society», cujo boletim é, ainda hoje, publicado para vários países de todos os continentes. Em Balazar publicou-se um boletim durante duas décadas e meia. Hoje, a sua divulgação faz-se em larga medida pela Internet.
A beatificação de Alexandrina Maria da Costa assentou numa cura ocorrida em Estrasburgo com uma emigrante oriunda da freguesia de Esmeriz, Vila Nova de Famalicão; esta cura foi declarada inexplicável à luz dos actuais conhecimentos da medicina.
As obras do Casal Signorile dedicadas à Beata Alexandrina de Balazar podem ser encontradas aqui.
O Doutor Manuel Augusto Dias de Azevedo, seu médico assistente desde Janeiro de 1941, até à morte de Alexandrina, foi também um dos seus mais activos defensores e o criador e redactor do boletim que se publicou em Balazar.